# Steve Richard Harris
Steven „Steve“ Richard Harris (* 3. Dezember 1970 in Brooklyn, New York City, New York) ist ein US-amerikanischer Schauspieler. Er trat in der Vergangenheit auch unter den Namen Steven Glasser, Stephen Harris oder Steve Harris in Erscheinung.

## Leben
Harris wurde am 3. Dezember 1970 in Brooklyn geboren. Seine erste große Serienrolle mimte er ab 1997 in der Fernsehserie Another World. Bis einschließlich 1999 war er in insgesamt 71 Episoden in der Rolle des Zak Wilder zu sehen. 2000 wirkte er als Episodendarsteller in jeweils einer Episode der Fernsehserien Law & Order: Special Victims Unit und Sex and the City mit. 2001 machte er sein Filmdebüt in Ordinary Madness. Von 2002 bis 2003 stellte er in 39 Episoden der Fernsehserie Liebe, Lüge, Leidenschaft die Rolle des Seth Anderson dar. Eine weitere größere Serienrolle hatte er 2009 als Aidan in Schatten der Leidenschaft inne. 2018 übernahm er die männliche Hauptrolle des Dr. J. P. Roth im US-amerikanischen Science-Fiction-Actionfilm Attack from the Atlantic Rim 2 – Metal vs. Monster. In den nächsten Jahren spielte er verschiedene Rollen in den Fernsehfilmen The Wrong Friend, The Wrong Stepmother, The Wrong Cheerleader, The Wrong Wedding Planner und The Wrong Mr. Right. 2021 hatte er eine Episodenrolle in der Fernsehserie General Hospital. 2022 spielte er in insgesamt sechs Episoden der Fernsehserie Reich und Schön die Rolle des Walter Barnes.

## Filmografie (Auswahl)
- 1997–1999: Another World (Fernsehserie, 71 Episoden)
- 2000: Law & Order: Special Victims Unit (Fernsehserie, Episode 1x15)
- 2000: Sex and the City (Fernsehserie, Episode 3x17)
- 2001: Ordinary Madness
- 2002–2003: Liebe, Lüge, Leidenschaft (One Life to Live, Fernsehserie, 39 Episoden)
- 2004: The Tarantella (Kurzfilm)
- 2007: Criminal Minds (Fernsehserie, Episode 3x10)
- 2009: Signal Lost (Kurzfilm)
- 2009: Schatten der Leidenschaft (The Young and the Restless, Fernsehserie, 6 Episoden)
- 2011: CSI: NY (Fernsehserie, Episode 7x16)
- 2011: Femme Fatales (Fernsehserie, Episode 1x07)
- 2012: Two Any Style (Kurzfilm)
- 2012: Galadine (Kurzfilm)
- 2013: Ingrid's Cut (Kurzfilm)
- 2014: Infidel (Kurzfilm)
- 2014: Prisoner (Kurzfilm)
- 2015: Chronologie des Grauens (Murder Book, Fernsehdokuserie, Episode 1x08)
- 2015: Fatales Vertrauen – Dem Mörder so nah (Unusual Suspects, Fernsehdokuserie, Episode 7x10)
- 2016: Evil Nanny (Fernsehfilm)
- 2017: The Wrong Neighbor (Fernsehfilm)
- 2017: The Domicile
- 2017: Poker Night (Kurzfilm)
- 2018: Attack from the Atlantic Rim 2 – Metal vs. Monster (Atlantic Rim: Resurrection)
- 2018: The Wrong Friend (Fernsehfilm)
- 2019: The Wrong Stepmother (Fernsehfilm)
- 2019: The Wrong Cheerleader (Fernsehfilm)
- 2020: Global Caper-A Self Taped Movie
- 2020: The Wrong Wedding Planner (Fernsehfilm)
- 2021: The Wrong Mr. Right (Fernsehfilm)
- 2021: Killer Advice
- 2021: General Hospital (Fernsehserie, Episode 1x14763)
- 2022: Bound by Blackmail (Fernsehfilm)
- 2022: Reich und Schön (The Bold and the Beautiful, Fernsehserie, 6 Episoden)

## Theater (Auswahl)
- The Little Princess, Morgan Wixon / L.A.
- Tony & Tinas Wedding, Artificial Intelligence, NYC
- Italian American Reconilitation, Producers Club, NYC
- The Seagull, Musical Theater Works, NYC
- Renaissance Man, Courtyard Playhouse, NYC